# Tân An, Lạc Dương
Tân An (新安县 Hán Việt: Tân An huyện) là một huyện của địa cấp thị Lạc Dương, tỉnh Hà Nam, Cộng hòa Nhân dân Trung Hoa. Huyện Tân An có diện tích 1160 km2, dân số 500.000 người. Tân An được chia ra thành các đơn vị hành chính gồm 5 trấn, 8 hương. Các đơn vị này lại được chia ra thành 301 thôn hành chính. Tuyến đường sắt Lũng Hải chạy qua huyện này.